# Bombycilla cedrorum
El ampelis americano, (Bombycilla cedrorum), es un ave paseriforme miembro de la familia Bombycillidae. Cría en áreas boscosas abiertas del sur de Canadá y el norte de Estados Unidos, mayormente migra al sur de Estados Unidos, llegando a México, Centroamérica, Antillas, y también al norte de Sudamérica.

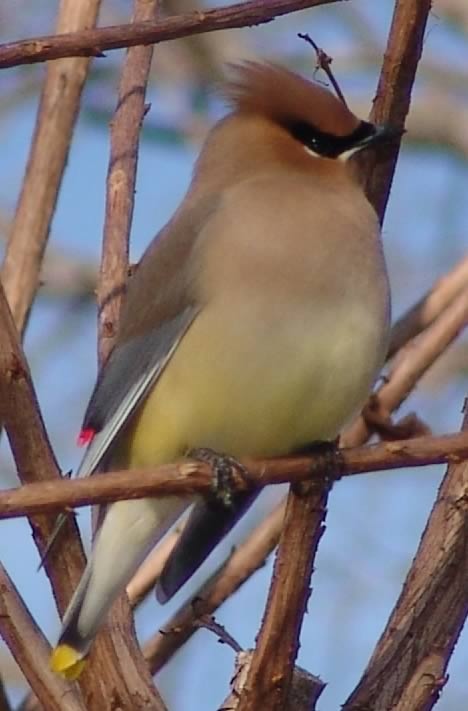
Ampelis americano migratorio en Rockwall (Texas).

## Descripción
El ampelis americano mide entre 15 y 18 cm de largo y pesa unos 30 gramos. Es menor y más castaño que su pariente cercano el ampelis europeo, que se (reproduce más al norte y oeste)
La característica más prominente de esta ave es un pequeño grupo de plumas rojas brillantes en las alas, característica que comparten con el ampelis europeo (pero no con el ampelis japonés). La punta de la cola es típicamente amarilla o naranja dependiendo de la dieta. Aquellas que se alimentan de bayitas de las caprifoliáceas del género Lonicera introducidas de Europa mientras crecen sus plumas, tendrán las plumas de la cola con punta de color anaranjado oscuro. Los adultos tienen el abdomen amarillo pálido. Los inmaduros tienen la garganta y los flancos con manchas rayadas, y a menudo no tienen la máscara negra de los adultos.
El vuelo de los ampelis es fuerte y directo, y el movimiento de la bandada en vuelo parece el de una bandada de pequeños y pálidos estorninos europeos

## Vocalizaciones
Los llamados de estas aves incluyen chiflidos muy agudos y trinos que podrían representarse como "siiii" o "sriiii"

## Movimientos estacionales
Fuera de la estación de cría, el ampelis americano se alimenta a menudo en grandes bandadas que llegan a cientos de aves. Esta especie es irruptiva, con movimientos erráticos durante el invierno, aunque la mayor parte de la población migra más al sur en los Estados Unidos, y aún más hasta México, Centroamérica, las Antillas y a veces alcanza el norte de Sudamérica. Se mueven en números descomunales si el suministro de bayas escasea. Errantes raras han alcanzado Europa occidental, y hay dos registros de ocurrencia en Gran Bretaña. Algunos individuos de ampelis europeo se juntan ocasionalmente en las grandes bandadas de ampelis americanos.
Estas aves durante el invierno pueden ser muy confiadas y buscan bayas en arbustos y árboles de jardines, y se salpican y beben en fuentes o en baños para pájaros.

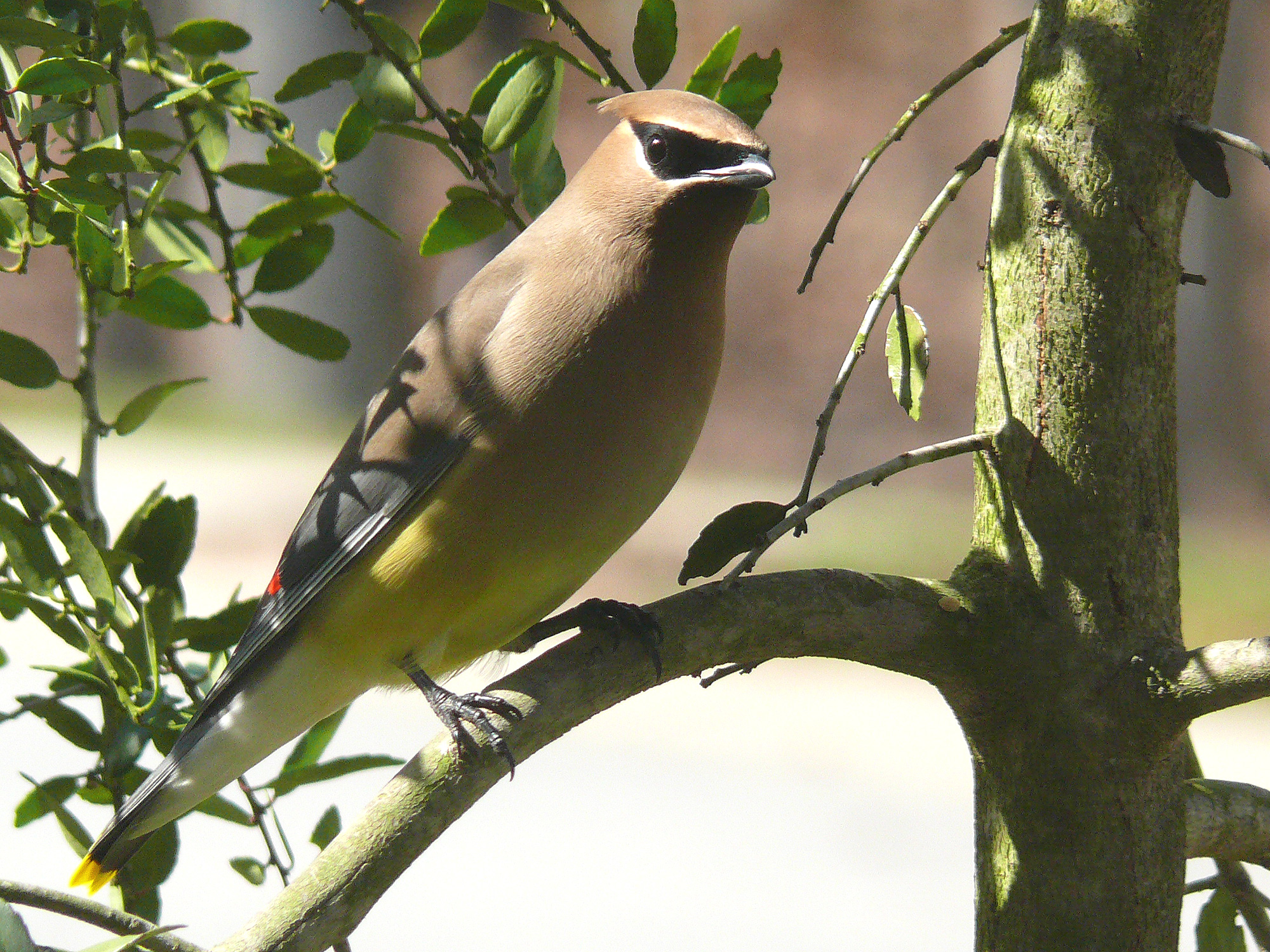
Ampelis americanos posados en ramas de un árbol de Ilex vomitoria.

## Dieta
El ampelis americano come bayas y frutas azucaradas todo el año, con insectos que se vuelven parte importante de la dieta en el periodo reproductivo. Su predilección por los pequeños conos de la sabina o junípero del este de Norteamérica (Juniperus virginiana llamada en inglés Redcedar) le ha dado a esta ave su referencia al cedro en el nombre común en inglés (Cedar Waxwing).
Cuando el final de una ramilla tiene bayas que solo puede alcanzar un ave a la vez, los miembros de una bandada pueden alinearse sobre la ramilla y pasarse las bayas de pico en pico hasta el final de la fila de modo que cada pájaro tiene oportunidad de comer.

## Hábitat
El hábitat preferido consiste en árboles al borde de áreas arboladas, o bosques abiertos, especialmente aquellos que dan acceso a fuentes de bayas así como de agua. Los ampelis son atraídos por el sonido del agua corriente, y aman bañarse y beber de arroyuelos someros. En ambientes urbanos o suburbanos, los ampelis prefieren a menudo los parques con árboles bien espaciados, campos de golf, cementerios, u otros paisajes con árboles espaciados y con arbustos que provean bayas, y fuentes de aguas, como fuentes o baños para pájaros, los que son siempre una condición favorable.

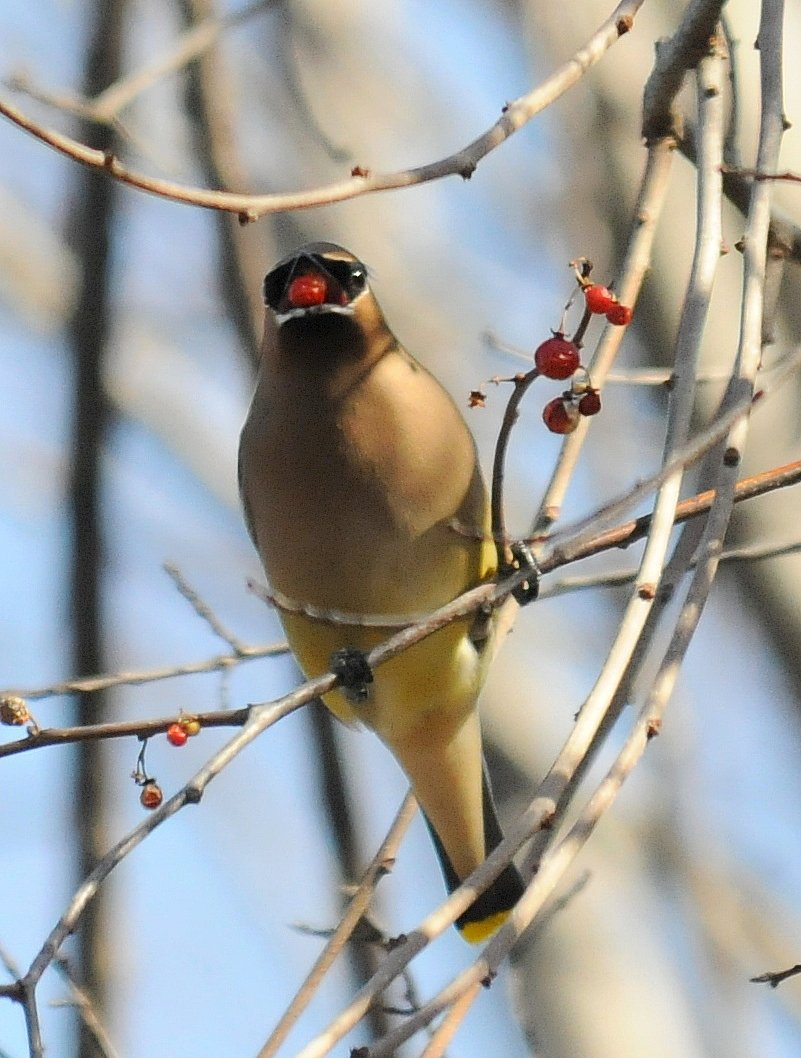
Ampelis americano comiendo baya.

## Nidificación
El nido es una copa abierta floja construida con hierba y ramillas, revestida con materiales más suaves y apoyada en una rama de árbol a alturas que promedian entre 2 y 6 metros sobre el suelo, pero a veces a alturas considerablemente superiores. El diámetro exterior del nido es de unos 12 a 16 cm.
Durante el cortejo el macho y la hembra se posan juntos y se pasan una y otra vez pequeños objetos, tales como pétalos de flores o un insecto. Las parejas en reproducción a veces restriegan entre sí sus picos afectuosamente.
Usualmente se ponen 5 o 6 huevos y los incuba la hembra durante 12 a 16 días. Los huevos son ovalados con la superficie lisa y muy poco, si es que algún brillo. La cáscara del huevo es de varios tonos de gris pálido o gris azuloso con manchas irregulares castaño oscuro o manchitas salpicadas castaño verdosas. Ambos padres construyen el nido y alimentan la cría. Típicamente hay dos camadas durante la estación de apareamiento. Los jóvenes dejan el nido entre 14 y 18 días después de la eclosión.

## Ampelis americanos en la literatura y las leyes
Según los expertos en la obra de Vladimir Nabokov, esta especie es casi seguro la que inspiró el ampelis mencionado prominentemente en su novela Pálido fuego.[cita requerida]
Los ampelis están protegidos por ley en los Estados Unidos y no pueden ser mantenidos en cautiverio.

## Otros nombres comunes
El ampelis americano es llamado cigua alas de cera en República Dominicana, picotero del cedro en Cuba y Picotera, Dino, bolillero, Chinito en México.